# Brachymeles bicolor
Espèce
Synonymes
- Senira bicolor Gray, 1845

Statut de conservation UICN

 NT  : Quasi menacé
Brachymeles bicolor est une espèce de sauriens de la famille des Scincidae.

## Répartition
Cette espèce est endémique de l'île de Luçon aux Philippines.

## Publication originale
- Gray, 1845 : Catalogue of the specimens of lizards in the collection of the British Museum, p. 1-289 (texte intégral).